# Bunter Garten

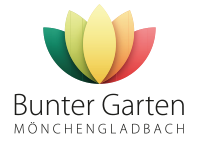

Der Bunte Garten ist ein Stadtpark in der Innenstadt von Mönchengladbach.

## Lage und Attraktionen
Der Garten verbindet die Kaiser-Friedrich-Halle an der Hohenzollernstraße im Zentrum der Stadt mit dem Hauptfriedhof im Norden sowie dem Jahrtausendwald. Der Park besteht aus einem durchgängigen, schmalen Grünstreifen, der nur durch den Schürenweg unterbrochen wird. Er ist 30 Hektar groß und untergliedert in einen Botanischen Garten mit 5 ha mit einem Stein-, Kräuter- und Apothekergarten sowie in einen Duft- und Tastgarten für Blinde. 
Weitere Attraktionen sind der Spielplatz an der Bettrather Straße und die Voliere  mit über 200 einheimischen und fremdländischen Tieren gegenüber dem St. Barbara Kloster. Er wurde als exzellenter Park 2004/2005 in die Straße der Gartenkunst zwischen Rhein und Maas aufgenommen. Die gesamte Parkanlage sowie der Botanische Garten sind das ganze Jahr über frei zugänglich.
Im Bunten Garten gibt es viele Kunstwerke. Diese werden vom Grünflächenamt der Stadt gepflegt. Angrenzend an den Bunten Garten steht die Kaiser-Friedrich-Halle, die im Sommer ein vielfältiges Kunst- und Musikangebot zur Verfügung stellt.

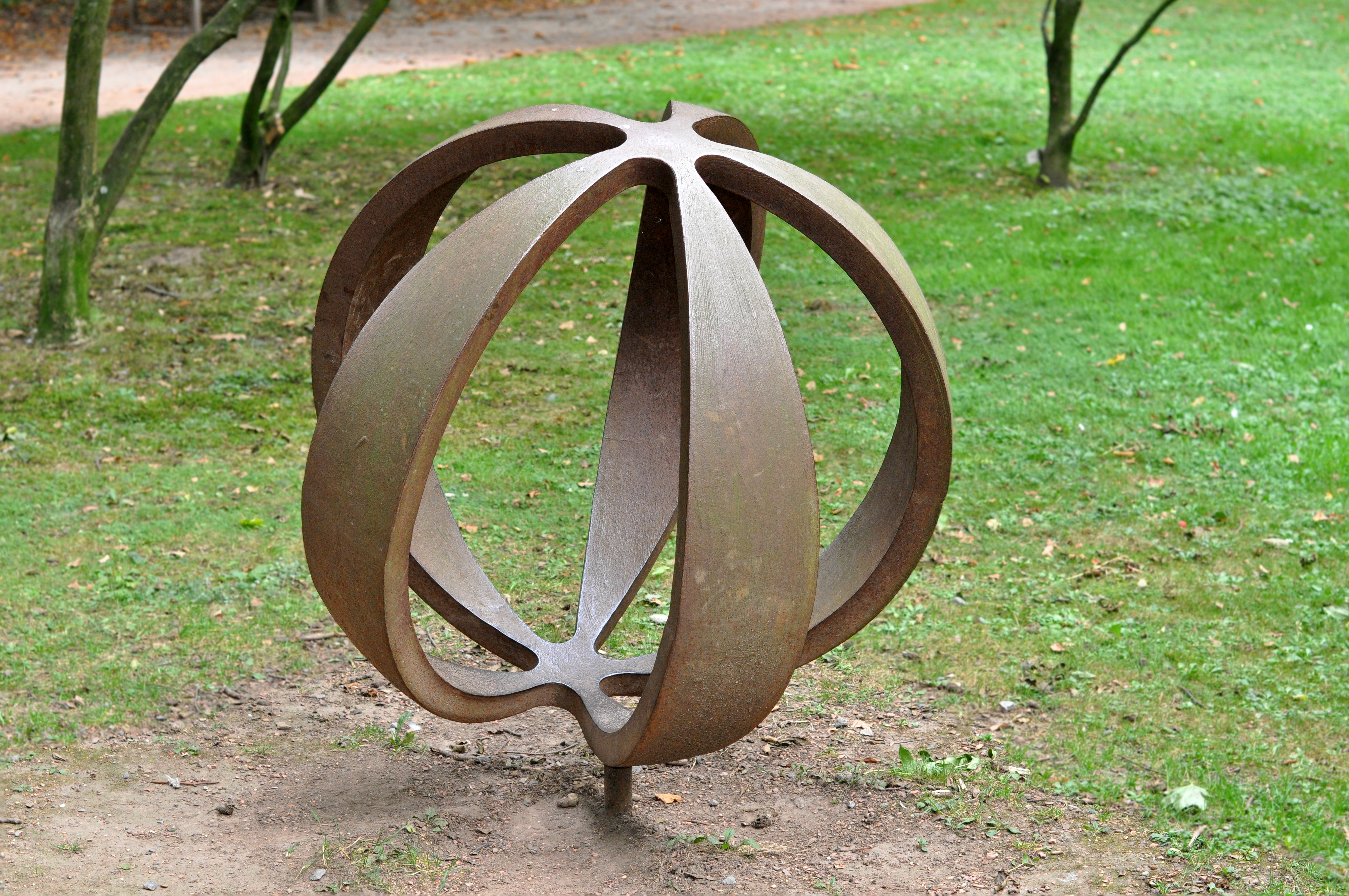
Erdkugel Sandra Robertz
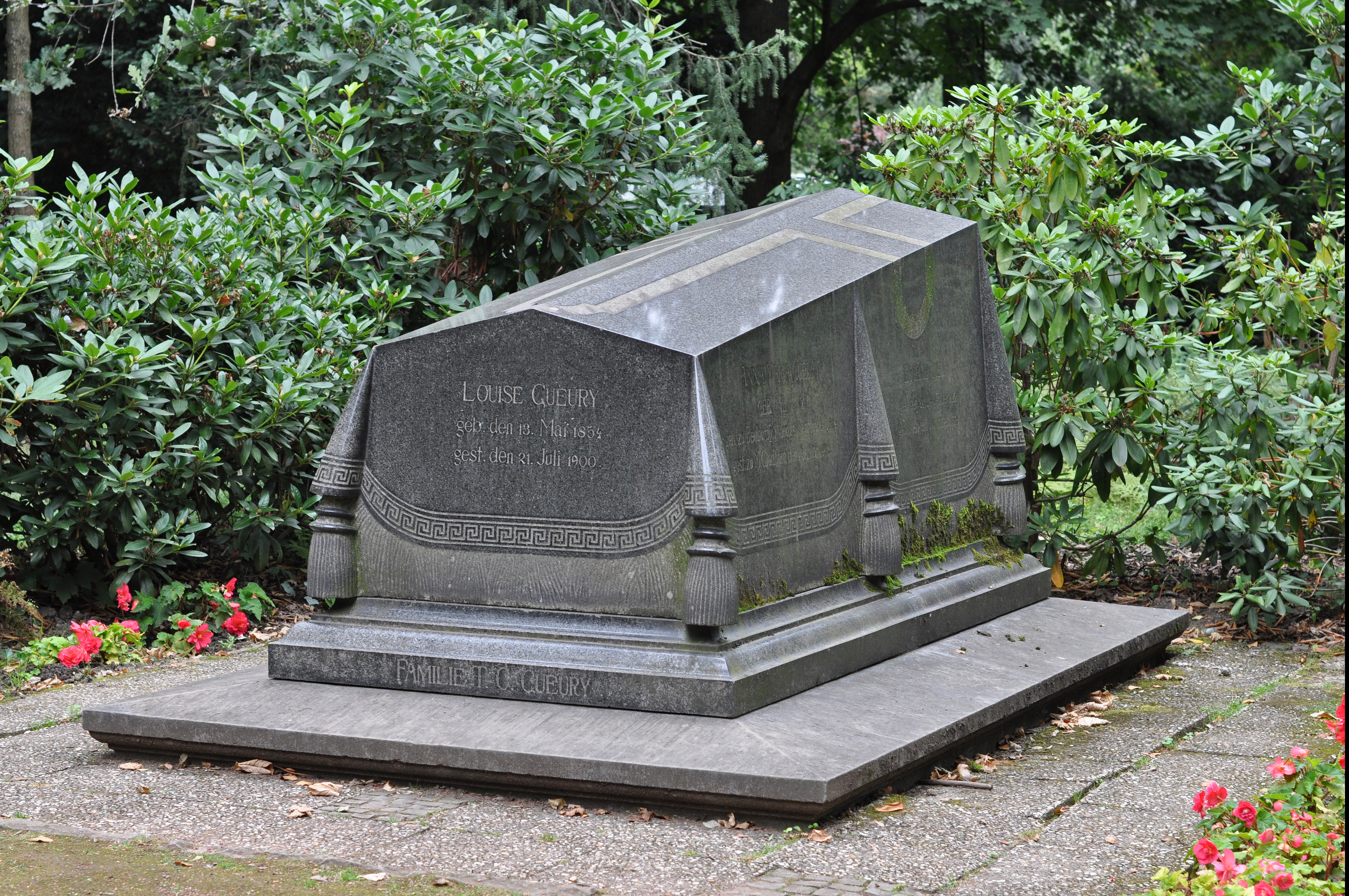
Ehrengrab Louise Gueury

Daneben befinden sich im Bunten Garten Gräber, unter anderem das der im Jahre 1900 verstorbenen Stifterin der städtischen Hardterwald-Klinik, Louise Gueury.